# بشراغي
بشراغي قرية سورية في ناحية القدموس في منطقة بانياس التابعة لمحافظة طرطوس.

## بشراغي والحرب الأهلية السورية
تركت الحرب الأهلية السورية بصمتها الكبيرة على هذه القرية، فنظراً للثقافة العامة لدى أبناء هذه القرية بالالتحاق بالجيش وخصوصاً أثناء فترة الفقر في الثمانينات والتسعينات من القرن الماضي فقد قتل العشرات من أبنائها أثناء تواجدهم في قطعاتهم العسكرية. كان ذلك بمثابة الفاجعة التي أثرت إلى حد كبير في نفسية سكان هذه القرية أسوة بكل القرى والمدن السورية بدون استثناء. و بفعل كمية القتلى الكبيرة ومحاولة بشار الأسد التغطية على الموت العبثي لأبناء العلويين فقد انتشرت ظاهرة اتنهازية و هي وضع صور الذين فقدوا في هذه الحرب على حوامل الأسلاك الكهربائية وقد شاركت أجهزة بشار الأسد في هذا التملق العام، فأصبح هذا المشهد مشهداً آخر من بشاعة هذه الحرب الأهلية.
امتد أثر الحرب الأهلية السورية ليشمل أموراً أخرى متعلقة بالحياة اليومية لسكان القرية فغدا انقطاع الكهرباء، وانهيار الخدمات العامة، وتوضّح الفساد بشكل أكبر، كابوساً جاثماً على صدور القرويين في لحظة تاريخية مهمة : إذ أنّه وبوجود وسائل التواصل الاجتماعي لم يعد العديد من أبناء العلويين يقبلون بما كان يمارس عليهم بُعَيد أحداث حماه عام 1982 من إفقار وتهميش ودعاية السلطة، في حرب عبثية لا ناقة لهم بها ولا جمل.